# Astragalus nutzotinensis
Astragalus nutzotinensis là một loài thực vật có hoa trong họ Đậu. Loài này được J.Rousseau miêu tả khoa học đầu tiên.